# História de Fortaleza

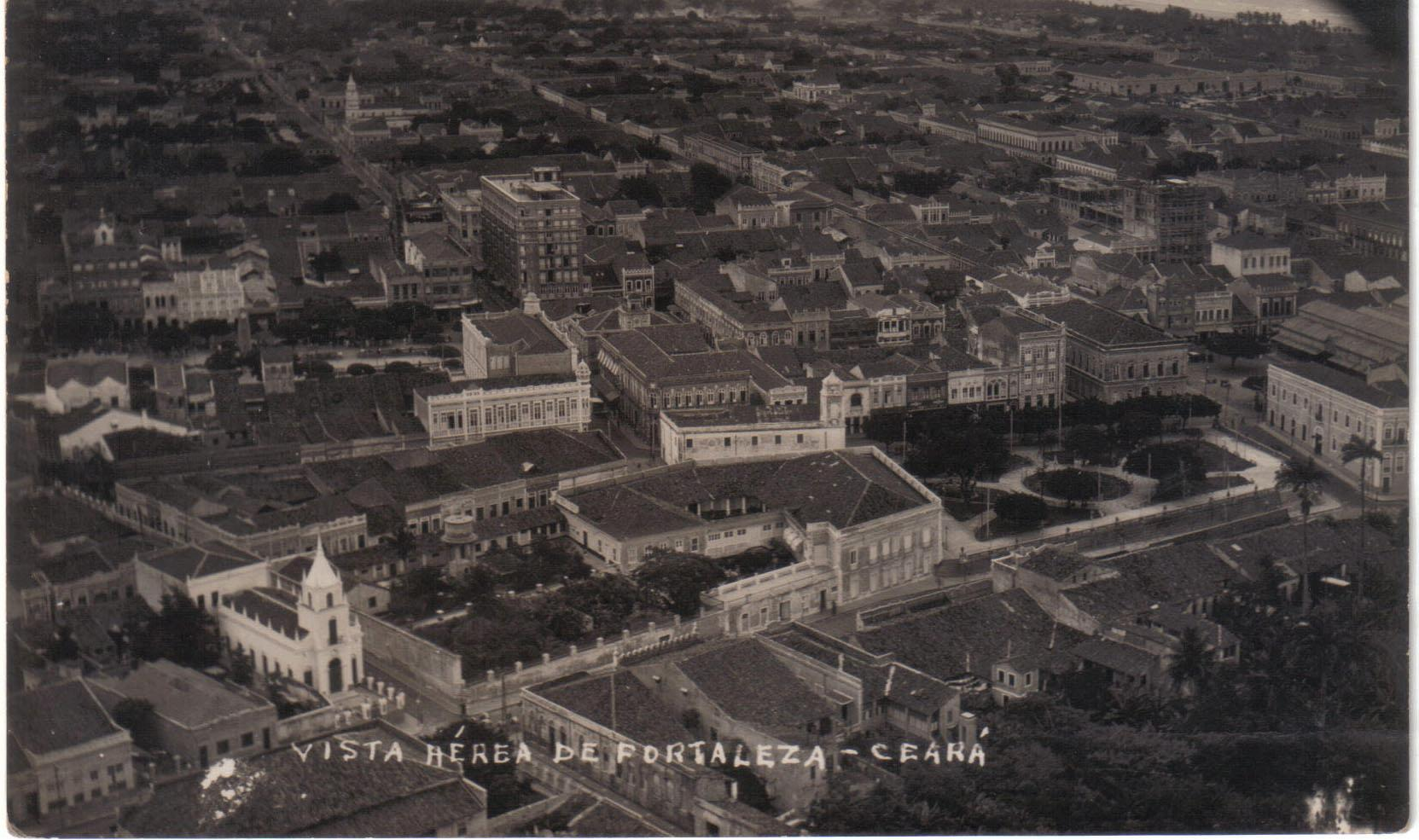
Vista aérea de Fortaleza em 1936 com vista da Praça General Tibúrcio e o Palácio da Luz.

 A história da cidade de Fortaleza (município brasileiro e também a capital e maior cidade do estado do Ceará) é o resultado de interações entre os moradores nativos (os índios) e os europeus. Os índios usavam as praias como pontos de comércio com os europeus, já os portugueses usaram a costa como ponto para construção de fortes que tinham a função de acabar com o comércio entre os índios e os demais europeus. A fixação dos primeiros portugueses foi muito custosa e de pouco sucesso inicial. A interação com os moradores nativos foram grandes entraves para os lusos. O forte marca a ocupação e o surgimento da cidade como elemento protetor dos colonizadores. A vila, depois cidade, se consolida como entreposto para navegadores entre as capitanias do Sul e do Norte. Mais tarde (1799), com a autonomia administrativa da província do Ceará, Fortaleza torna-se o ponto de convergência da produção de charque e algodão, que geram a riqueza necessária para a consolidação da cidade como líder dentre todas as outras da região. Na virada do século XIX para o século XX, Fortaleza passa por grandes mudanças urbanas, entre melhorias e o êxodo rural, e cresce muito, chegando ao final da década de 1910 como a sétima cidade em população do Brasil. Entre as décadas de 1950 e 1960, passa por um crescimento econômico que supera 101% e, ao final dos anos 70, começa a despontar como um futuro polo industrial do Nordeste com a implantação do Distrito Industrial de Fortaleza. Durante a abertura política após o Regime Militar, o povo elegeu a primeira mulher prefeita no Ceará, Maria Luiza, e a primeira prefeitura comandada por um partido de esquerda. No final do século, a administração da prefeitura e a cidade passam por diversas mudanças estruturais, com a abertura de várias avenidas e despontando como um dos principais destinos turísticos do Nordeste e do Brasil.

## A passagem de Pinzón
Existe uma discussão em historiografia sobre a passagem do navegador espanhol Vicente Yáñez Pinzón pelo Brasil. Os seus relatos apontam, como chegada à costa brasileira, a data entre fevereiro e março de 1500 ao local que denominou de Cabo de Santa Maria de la Consolación e à enseada que denominou de Rastro Hermoso. Alguns historiadores especulam que o cabo avistado por Pinzón seria a Ponta do Mucurípe e outros, que esse local seria o atual Cabo de Santo Agostinho, em Pernambuco. Considerado território português por força do Tratado de Tordesilhas, o navegador espanhol viu-se forçado a subir o litoral até onde fosse reconhecida a distância do tratado. A passagem de Pinzón então é considerada o primeiro relato europeu sobre o que hoje é o litoral de Fortaleza.

## Primeiros Europeus

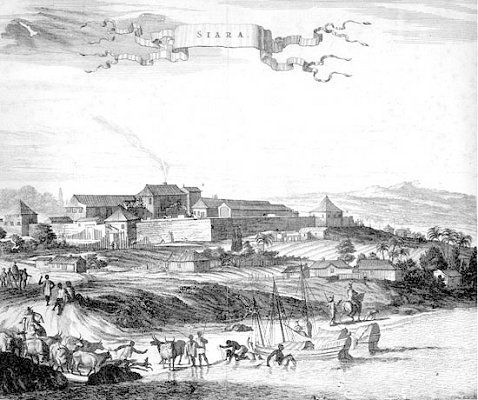
Forte de São Sebastião - Gravura do livro do holandês Arnoldus Montanus - ano 1671.

Os franceses e holandeses já estavam presentes na região que hoje é Fortaleza antes mesmo do início da ocupação lusa do território onde hoje se encontra Fortaleza. No ano de 1603, quando o português Pero Coelho de Sousa aportou na foz do Rio Ceará. Naquelas margens ergueu o Fortim de São Tiago e deu ao povoado o nome de Nova Lisboa, mas devido a vários fatores, como a não boa convivência com os índios, falta de recursos e de conhecimento das condições climáticas da região, Pero Coelho acabou abandonando a região. Em 1607 os padres Jezuítas Francisco Pinto e Luís Figueira estiveram na região. Anos mais tarde, com o objetivo de expulsar os franceses do litoral do nordeste, mais especificamente no Maranhão, chegou aqui o português Martim Soares Moreno em 1613, quando recuperou e ampliou o Fortim de São Tiago, e deu ao novo forte o nome de Forte de São Sebastião. Em 1637 houve a tomada indígena e holandesa do forte do Ceará. Em 1649 os holandeses retornam no Ceará a procura das minas de prata e construíram, às margens do Rio Pajeú, o Forte Schoonenborch, começando nesse momento, a história de Fortaleza, sendo responsável por seu início, o comandante holandês Matias Beck. Em 1654 os holandeses foram expulsos e o forte foi rebatizado de Fortaleza de Nossa Senhora de Assunção.

## O surgimento da vila

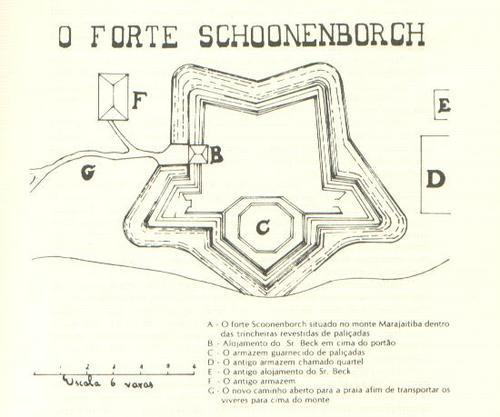
Gravura do forte baseada na cópia do mapa "Capitania de Siara/'T Fort Schoonemborch"

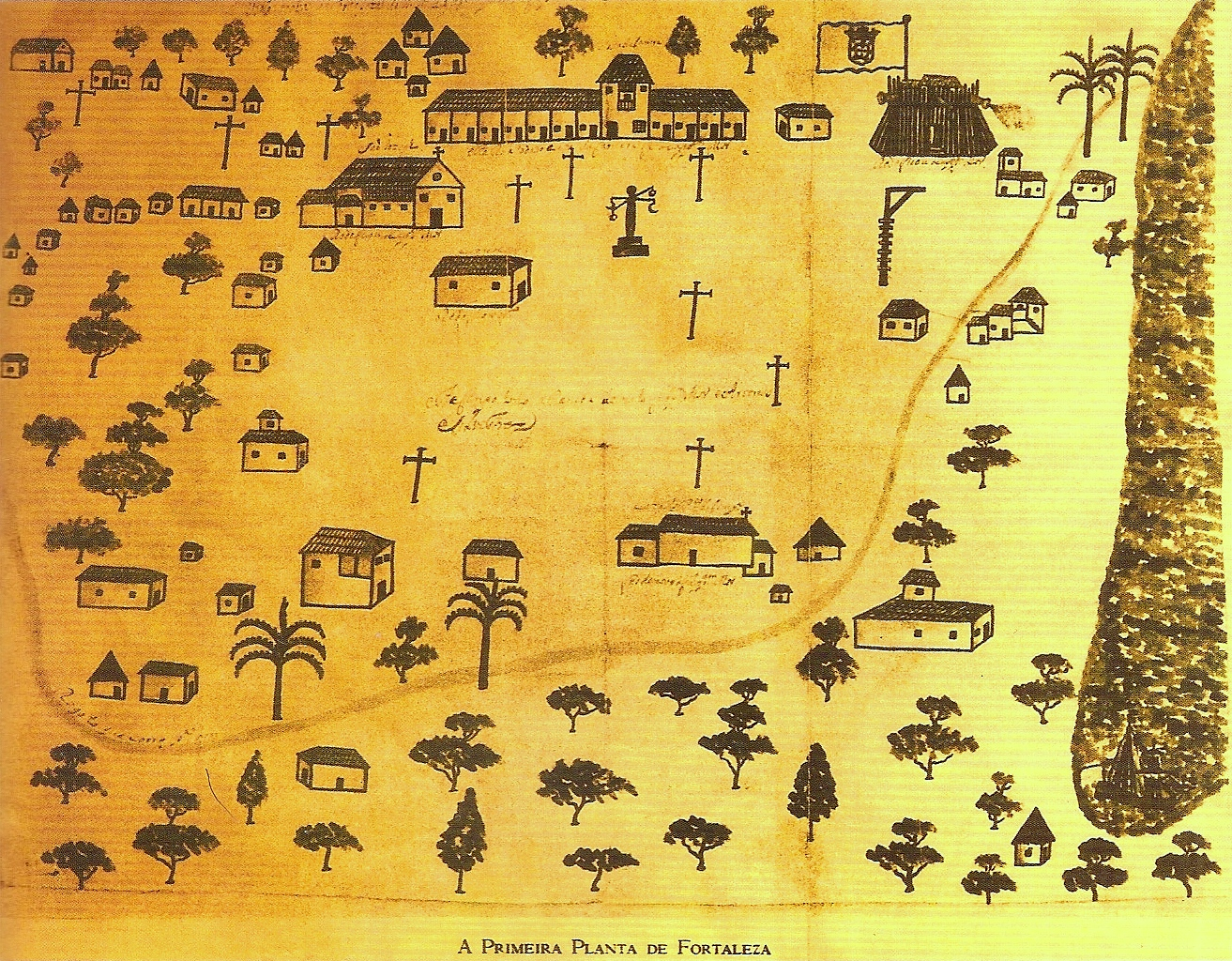
Vila de Fortaleza em 1726.

No ano de 1699, uma ordem régia, de 16 de fevereiro, criava a primeira vila no Ceará. Esta ordem não especificou qual o local exato da vila nova, e por isso algumas vilas ficaram em disputa para ser a sede da comarca, dentre elas Aquiraz, quem acabou sendo reconhecida. Com um ataque de índios à vila de Aquiraz, o povoado do forte acabou sendo o refúgio dos sobreviventes e, em 1726, foi elevado à condição de vila. Em 1759, o Marquês de Pombal expulsa os jesuítas da Companhia de Jesus, e os aldeamentos indígenas de Porangaba e São Sebastião de Paupina, comandados pelos jesuítas, são elevados à condição de vila, respectivamente Vila Nova de Arroches e Vila Nova de Messejana. No ano de 1777, o Capitão-Geral José César de Menezes mandou realizar um censo, que relatou uma população de dois mil e oitocentos e setenta e quatro habitantes na vila de Fortaleza. Este ano e o de 1778 foram de seca, que dizimou quase todo o rebanho bovino da indústria de charque do Ceará. O golpe final no charqueado foi a seca que durou de 1790 a 1794. Em 1799, a Província do Ceará é desmembrada da de Pernambuco, e Fortaleza é eleita Capital.

## Cidade Capital e o primeiro desenvolvimento

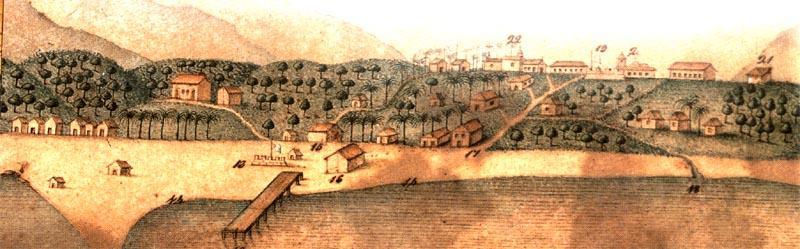
Detalhe de Perspecto da Villa da Fortaleza de 1811.

Com o definhar da indústria da carne seca e a autonomia administrativa do Ceará, bem como com as conseqüências da Revolução Americana de 1772, o que se viu no começo do século XIX foi o surgimento da cultura do algodão. Em 1810, chega a Fortaleza o viajante Henry Koster. Com o aumento das navegações direto com a Europa, é criada em 1812 a Alfândega de Fortaleza. Neste mesmo ano, tem início a reforma, projetada pelo tenente-coronel de engenharia, Antônio José da Silva Paulet, da fortaleza; Também é construído o primeiro mercado da cidade, e no ano seguinte, o primeiro chafariz.
Um ano após a Independência do Brasil, em 1823, Fortaleza passou à condição de cidade, nomeada pelo Imperador Dom Pedro I como "Fortaleza de Nova Bragança", retornando posteriormente ao seu nome original, "Fortaleza de Nossa Senhora de Assunção". Em 1824, Fortaleza foi palco da disputa entre o Império e os revolucionários da Confederação do Equador. Com a derrota dos confederados, alguns de seus líderes, como João de Andrade Pessoa Anta e o Padre Mororó, dentre outros, foram executados no Passeio Público.
A partir do Segundo Império, Fortaleza vai se fortalecer perante outras cidades do Ceará a partir da política centralizadora de Dom Pedro II. Entre os anos de 1846 e 1877, a cidade passa por um período marcado pelo enriquecimento e melhoria das condições urbanísticas com a exportação do algodão e a execução de diversas obras, tais como a criação do Liceu do Ceará e o Farol do Mucuripe, em 1845, a Capitania dos Portos do Ceará, em 1857, a Santa Casa de Misericórdia em 1861, o Seminário da Prainha em 1864, a Biblioteca Pública em 1867 e a Cadeia Pública. Importante destacar que em 1851 houve a maior epidemia de febre amarela de que se tem registro e que apressou as obras do hospital. Com o início da Guerra Civil Americana, houve um aumento no preço do algodão no mercado mundial, o que fez crescer nossas exportações. Já em 1870, teve início a construção da Estrada de Ferro de Baturité que tinha começo em Fortaleza. Serviria para escoar a produção até o porto da cidade. A construção da ferrovia que escoava para o porto a produção agrícola e pastoril do interior ajudou a consolidar Fortaleza como a mais importante cidade do Ceará e impulsionou o desenvolvimento industrial da região.

## boa epoca Fortaleza

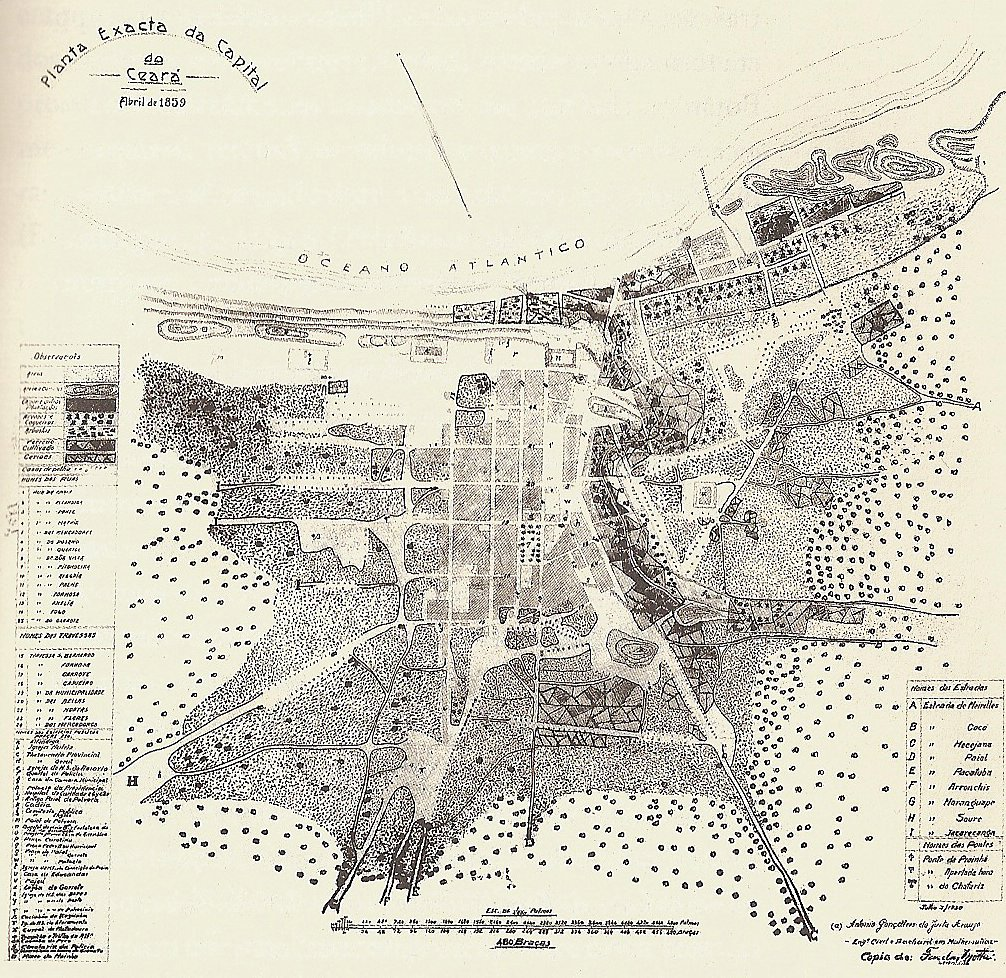
Planta exata de Fortaleza desenhada por Antonio Gonçalves da Justa Araujo.

De 1860 até 1930, Fortaleza viveu movimentos sociais e culturais marcantes como o movimento abolicionista, nas décadas de 1870 e 1880, que culminou na libertação dos escravos no Ceará, em 25 de março de 1884, quatro anos antes de a abolição ser oficialmente decretada em todo o país, em 13 de maio de 1888. Francisco José do Nascimento, também conhecido como Chico da Matilde e mais ainda como Dragão do Mar, liderou a participação dos jangadeiros no movimento abolicionista negando-se a fazer o embarque de escravos no porto de Fortaleza. O movimento literário Padaria Espiritual, surgido em 1892, foi pioneiro na divulgação de ideias modernas na literatura do Brasil. Outras instituições da época foram o Instituto do Ceará e a Academia Cearense de Letras, respectivamente fundados em 1887 e 1894. Em Fortaleza do século 19, também existia movimentos de intelectuais católicos e seculares. O movimento católico era chamava "círculo católico de Fortaleza" dos quais os membros mais destacados foram o Manuel Soares da Silva Bezerra e o Barão de Studart.

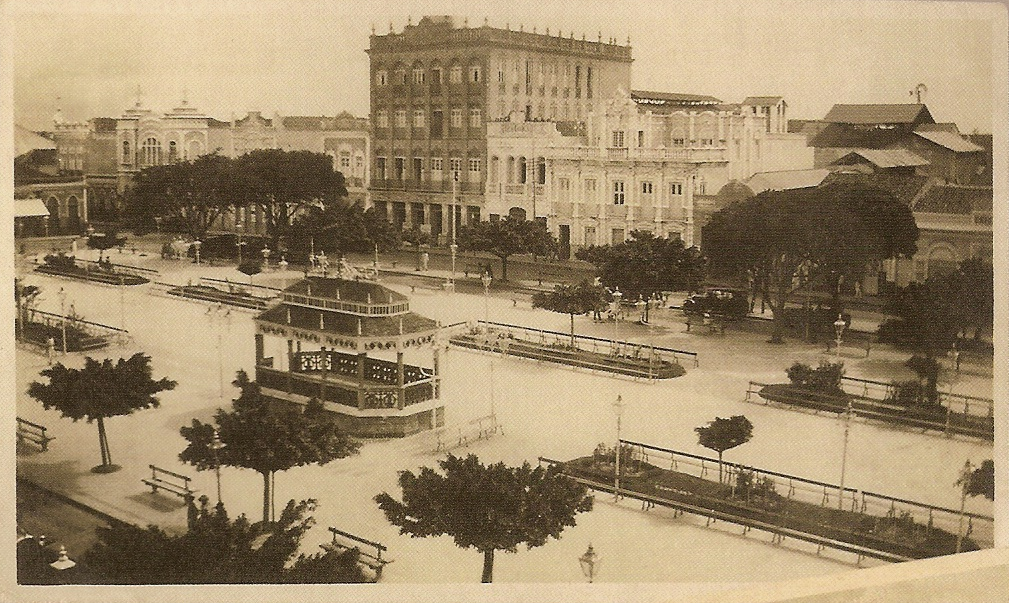
Praça do Ferreira com coreto em 1920.

A elite formada notadamente por comerciantes e profissionais liberais vindos de outras regiões brasileiras e do exterior promoveu  mudanças importantes em Fortaleza. De influência europeia, sobretudo francesa e guiada por ideais de modernidade, esse contingente teve atuação decisiva. Em 1875, o intendente Antonio Rodrigues Ferreira encomendou ao engenheiro Adolfo Herbster a elaboração da Planta Topográfica da Cidade de Fortaleza e Subúrbios, considerada o marco inicial da modernização urbana. Inspirado nas realizações de Paris, então gerida pelo Barão de Haussmann, Herbster estabeleceu o alinhamento de ruas segundo um traçado em xadrez, de forma a disciplinar a expansão da cidade. A partir de 1880, a cidade ganhou serviços e equipamentos urbanos, como o transporte coletivo por meio de bondes com tração animal, serviço telefônico, caixas postais, o cabo submarino para a Europa, a construção do primeiro pavimento do Passeio Público e a instalação da primeira fábrica de tecidos e facção.

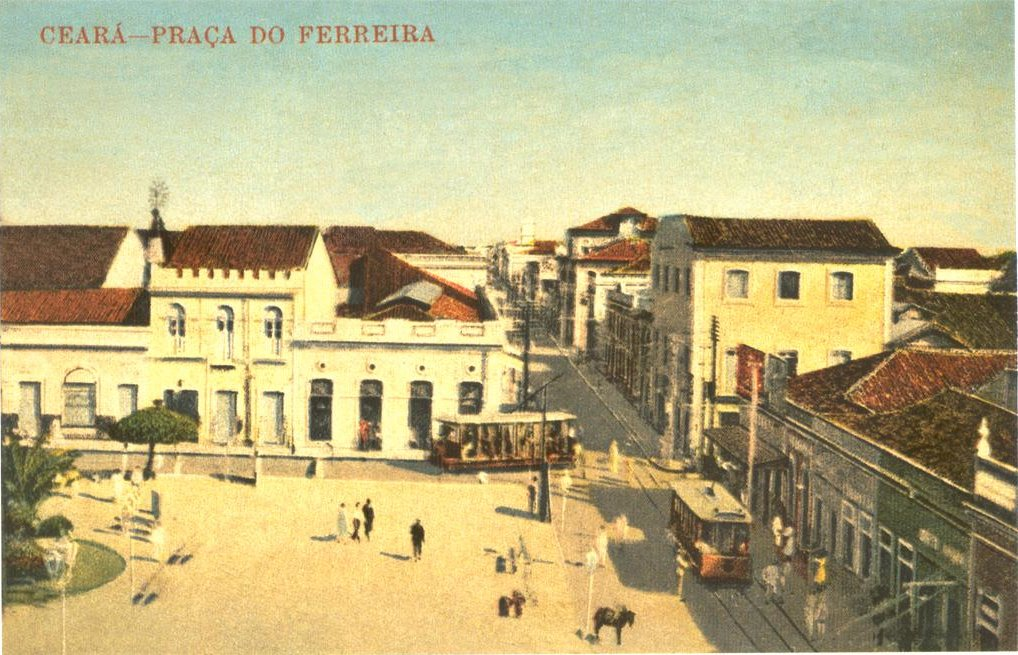
Cruzamento das ruas Major Facundo com Liberato Barroso em 1925.

A Capitania dos Portos, criada em 1857, cujas atividades tiveram início num prédio localizado entre as Avenidas Pessoa Anta e Alberto Nepomuceno, funcionou até 1900 neste endereço. 
Na virada do século, Fortaleza já detinha a sétima maior população urbana do país, passando a tomar medidas de higienização social e de saneamento ambiental, além de executar um plano de reformas urbano com a implantação de jardins, cafés, coretos e monumentos, e a construção de edifícios seguindo padrões estéticos europeus. Os primeiros automóveis circularam em 1910, e a implantação de bondes elétricos e a circulação de ônibus e caminhões. O Teatro José de Alencar foi inaugurado em 1909 passando a ser o principal espaço cultural da cidade. A Praça do Ferreira era o ponto de estacionamento de bondes e carros de aluguel, concentrando intenso movimento. Entre as décadas de 20 e 30, foram inaugurados diversos cinemas, e bairros como Jacarecanga, Praia de Iracema e Aldeota passaram a ser habitados pelas elites que começam a valorizar a proximidade com o mar.